# Дантонисты
Дантонисты — в период Великой французской революции правое крыло якобинцев, группировавшееся в 1793—1794 вокруг Ж. Ж. Дантона, который постепенно становился притягательным центром для «новых богачей», недовольных политикой революционной диктатуры.
Зимой 1793—1794 концентрировавшееся в Конвенте вокруг Дантона правое крыло (Камиль Демулен, Фабр д’Эглантин и др.) оформилось в оппозиционную группировку, выступавшую с требованием смягчения революционного террора, отмены закона о максимуме и с резкими нападками на правительство якобинцев. 2 апреля 1794 Дантон и его друзья были преданы суду Революционного трибунала и 5 апреля 1794 казнены.